# Solarussa
Solarussa (sardinsky: Sabarùssa) je italská obec (comune) v provincii Oristano v regionu Sardinie. Nachází se ve výšce 12 metrů nad mořem a má přibližně 2 300 obyvatel. Rozloha obce je 31,86 km².